# Distribució de vàlvules variable

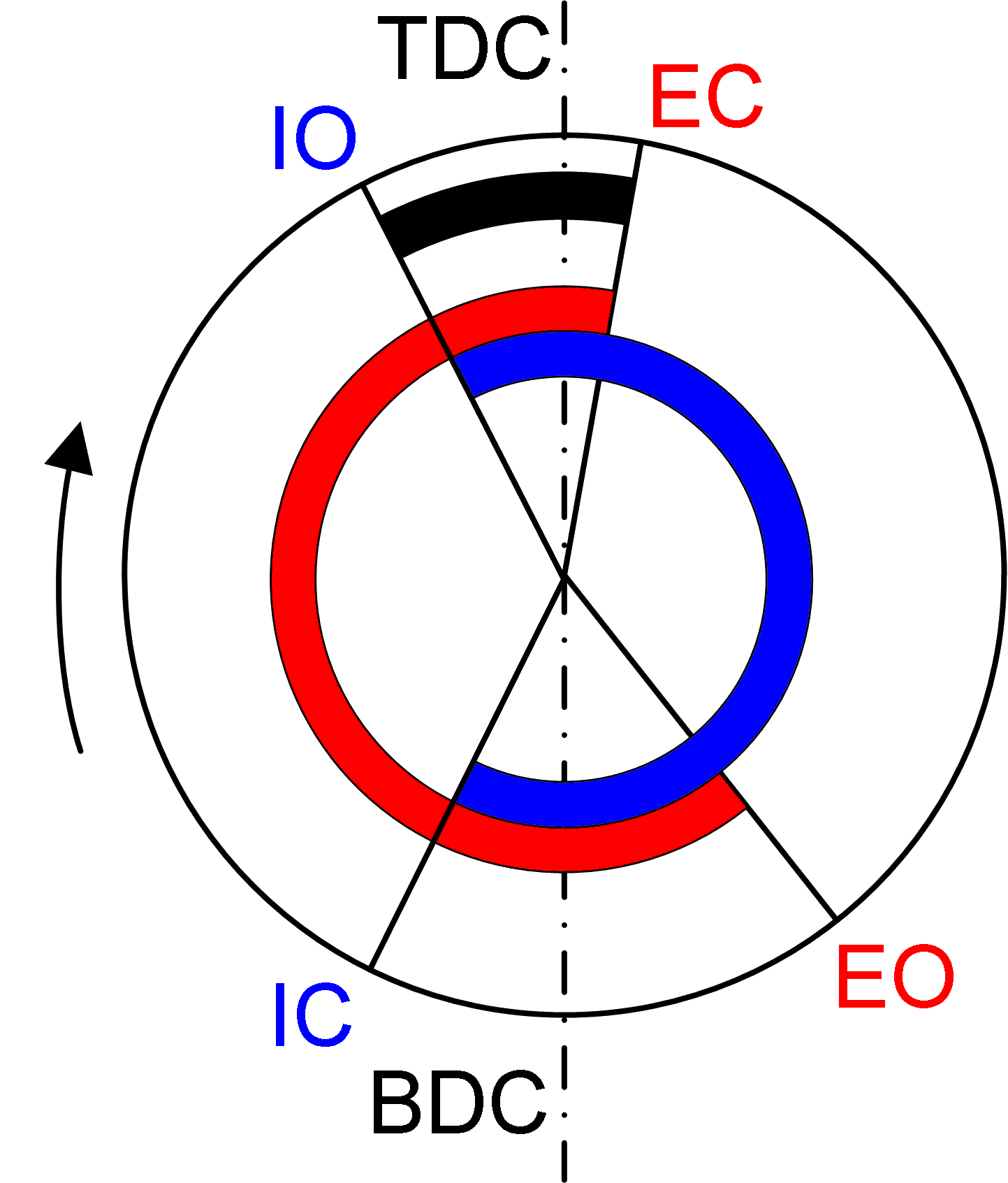
diagrama de distribució d'un 4T cicle Otto:IO obertura d'admisió, EC tancament d'escapament, IC tancament d'admissió, EO obertura d'escapament

La distribució de vàlvules variable (en anglès: Variable valve timing), en els motors de combustió interna, és un sistema que fa variar el temps d'obertura i tancament de les vàlvules industrials d'admissió d'aire (o escapament de gasos) en un motor de combustió interna alternatiu, especialment de cicle Otto, en funció de les condicions de regimen i de càrrega motor amb l'objectiu d'optimitzar el procés de renovació de la càrrega. L'objectiu final és millorar el rendimient volumètric en totes les circumstàncies, sense recórrer a dispositius de sobrealimentació.

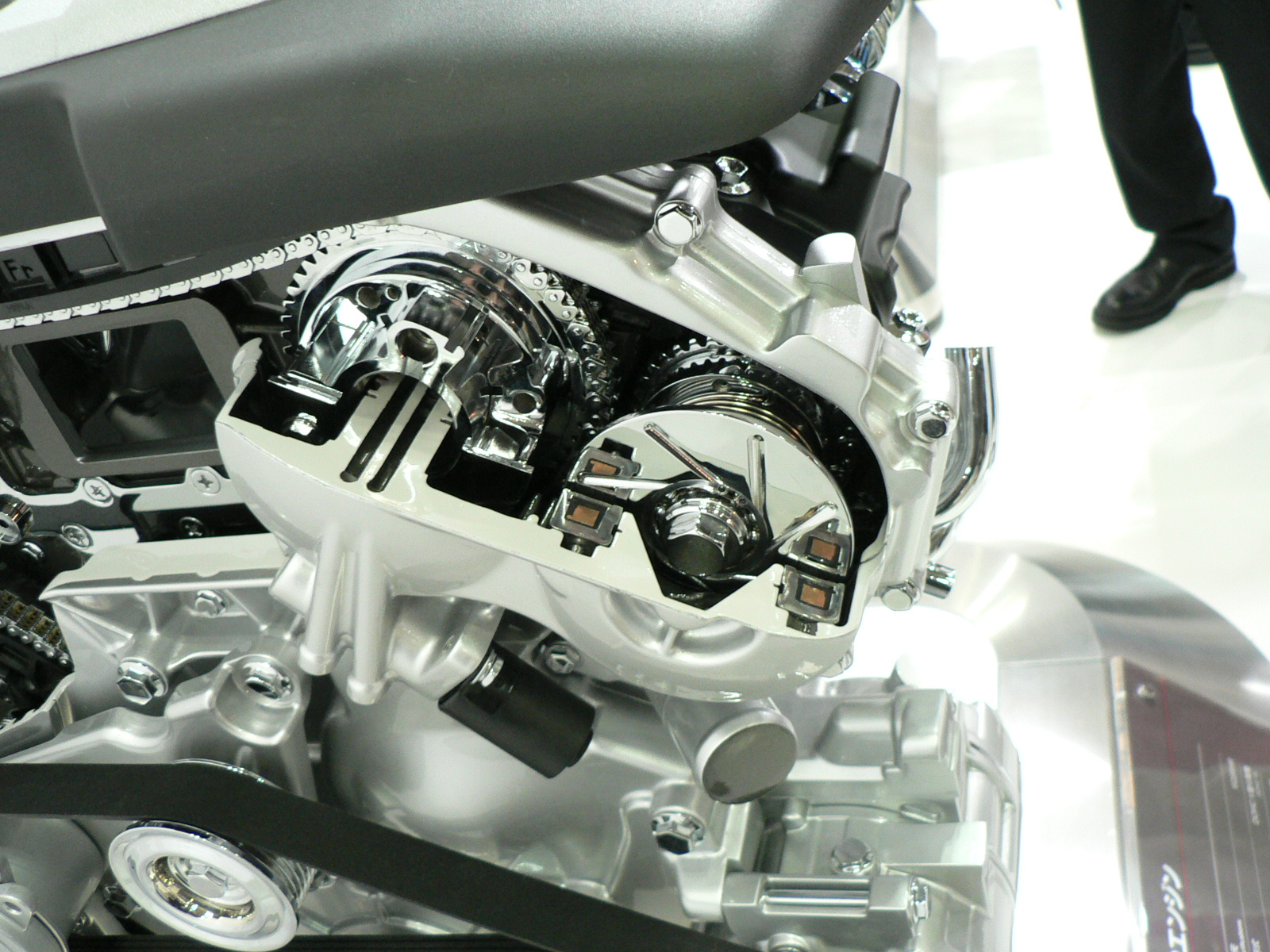
Distribució variable d'un Nissan VQ35HR